# Thalassaphorura petallata
Thalassaphorura petallata är en urinsektsart som beskrevs av John Tenison Salmon 1958. Thalassaphorura petallata ingår i släktet Thalassaphorura och familjen blekhoppstjärtar. Inga underarter finns listade i Catalogue of Life.